# サーターアンダギー完 にへーでーびる〜ヤンバルクイナは飛びたった〜
『サーターアンダギー完　にへーでーびる〜ヤンバルクイナは飛びたった〜』（サーターアンダギーかん にへーでーびる ヤンバルクイナはとびたった）は、サーターアンダギーのラストアルバム。2013年2月20日発売。